# 海下真夕
海下 真夕（かいげ まゆ、1983年3月15日 - ）は、富山県氷見市出身の女性タレント・モデル。
スペースクラフト・エンタテインメント所属。趣味：和太鼓。

## 来歴・人物
- 2006年 講談社の美容雑誌「VoCE」のモデルオーディションにて準グランプリを受賞し専属モデルを務める。
- 2009年 美女暦にてミス美女暦2009に選ばれる[2]。
- 6歳上の兄がいる[3]。
- 広島東洋カープのファン[4]。
- AMIAYA、持永真実と仲が良い[5]。

## 出演

### テレビ番組
- 筋肉丸（2008年、フジテレビ739）
- BeauTV〜VoCE（2009年～、テレビ朝日）
- Take Me Out（2009年、TBS）
- 匿名探偵 第7話（2012年11月23日、テレビ朝日） - 九条冨士子（青年期）役
- ジョブチューン アノ職業のヒミツぶっちゃけます!（2013年、TBS） - アシスタント
- 花咲舞が黙ってない 第3シリーズ 第6話（2024年5月18日、日本テレビ） - 舞の母親 役

### CM
- 花王「リセッシュAROMA Charge」
- フマキラー「虫よけバリア」
- AMO'S STYLE - アモガール
- ブルボン チョトス （2007年）
- ちふれ化粧品 企業CM きれいうんどう 化粧水篇 （2008年）
- コーセーコスメポート ソフティモ　スーパーポイントメイクアップリムーバー「クレンジングワールド」篇 （2008年）
- WILLER TRAVEL WILLER EXPRESS（2009年）

### スチール
- コスモ石油 セルフステーション広告「余計がない場所」篇（2006年）
- TBC （2008年）

### 雑誌
- BAILA
- GINGER
- SEDA
- mini
- MORE
- mina
- Zipper
- SOUP
- JILLE
- ar
- Style
- CanCam
- JJ
- BAILA

など